# Joss Stone

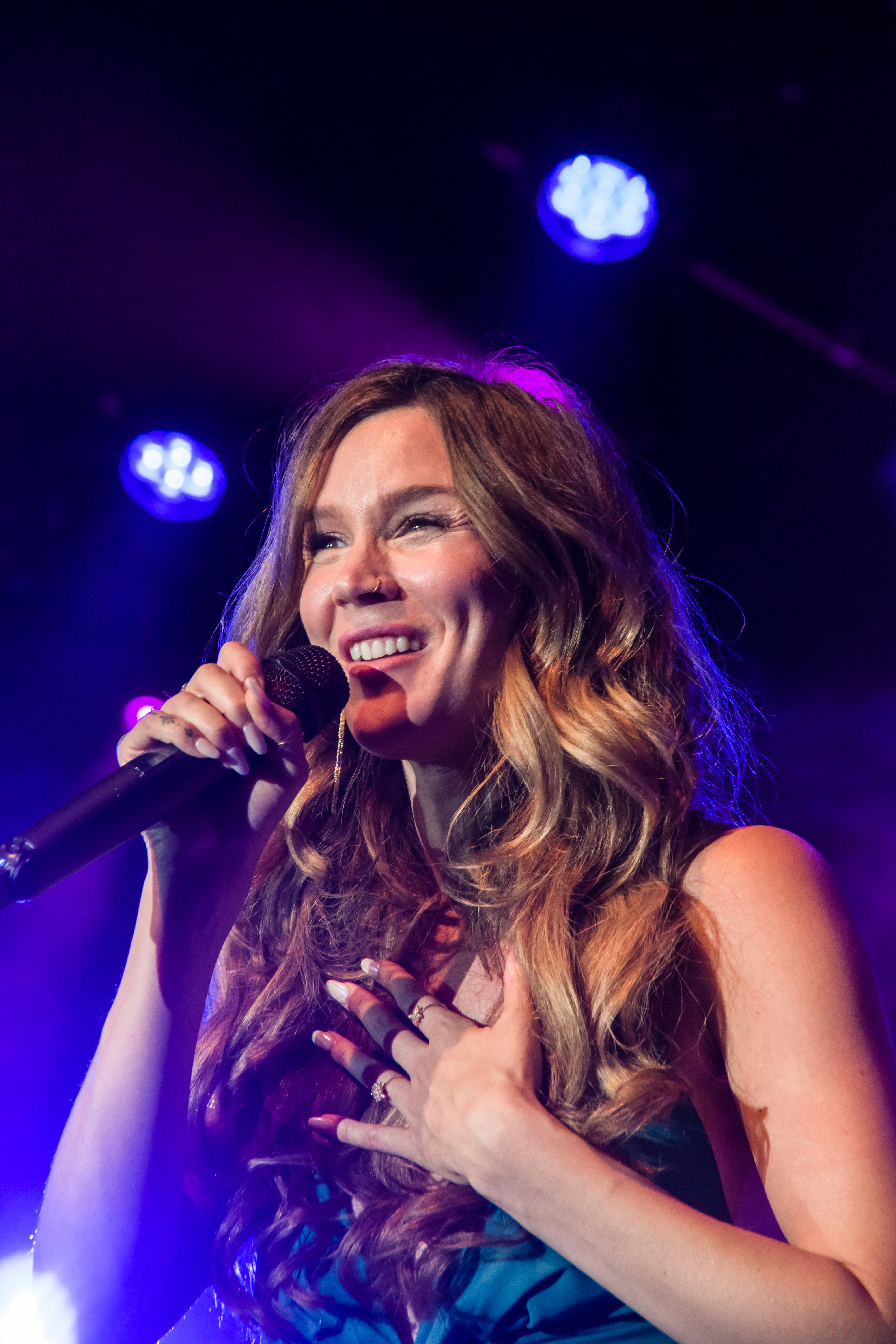
Joss Stone (2023)

Joss Stone (* 11. April 1987 in Dover, England; eigentlich Joscelyn Eve Stoker) ist eine britische Sängerin und Schauspielerin. Sie ist neben Amy Winehouse und Duffy eine der populärsten Soul-Pop-Sängerinnen des 21. Jahrhunderts und trug gemeinsam mit diesen dazu bei, klassischen Soul und Jazz in der Popmusik wieder populär zu machen. Sie tritt immer barfuß auf. Ihre Stimme wurde oft mit der von Aretha Franklin verglichen.

## Kindheit und Karriereanfänge
Stone wuchs in einem kleinen Dorf in der Grafschaft Devon vorrangig mit US-amerikanischer Soul- und R’n’B-Musik auf. Das erste Album, das sie sich kaufte, soll Greatest Hits von Aretha Franklin gewesen sein, welches sie zum Singen animierte. Bereits mit 14 Jahren nahm sie am Talentwettbewerb Star for a Night der BBC teil, in dem sie Donna Summers 1979er Hit On the Radio sang. Mit Aretha Franklins (You Make Me Feel Like) A Natural Woman erlangte sie große Aufmerksamkeit.
Mit 16 Jahren flog Stone, nachdem sie den Künstlernamen Joss Stone angenommen hatte, zusammen mit ihrer Mutter für ein Vorsingen nach New York. Der Produzent und CEO der Plattenfirma S-Curve, Steve Greenberg, war von Stones souliger Interpretation von On the Radio von Donna Summer begeistert und gab ihr einen Plattenvertrag. Zusammen mit Soul-Sängerin Betty Wright arbeitete Greenberg an Stones Stimme. In vier Tagen nahmen sie zusammen mit bekannten Soul-Musikern wie der Sängerin Angie Stone, dem Gitarristen Little Beaver und dem Schlagzeuger Questlove von The Roots einige Coversongs auf.

## Musik

### The Soul Sessions

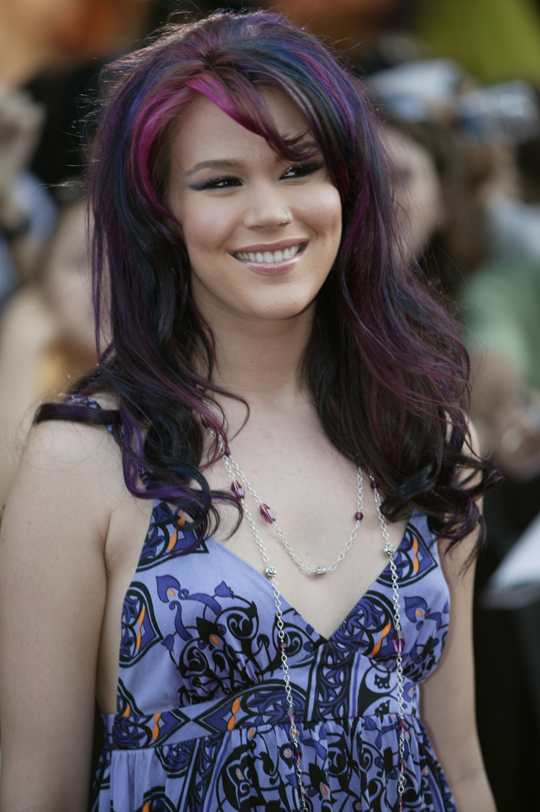
Stone bei den MuchMusic Video Awards in Toronto (2007)

Greenberg war von den eingespielten Neubearbeitungen meist unbekannterer Lieder der 1950er bis 1970er Jahre so begeistert, dass er beschloss, die Aufnahmen als Album zu veröffentlichen, um Joss Stone vor dem eigentlichen Karrierebeginn bekannter zu machen. Das Album The Soul Sessions erschien am 16. September 2003 in Großbritannien, in Deutschland am 20. Februar 2004. Es war insgesamt 37 Wochen in den deutschen Charts.
Als erste Single wurde eine Coverversion von White Stripes’ Fell in Love with a Boy (im Original Fell in Love with a Girl (2002)) veröffentlicht (in Deutschland am 8. März 2004). Es folgte die Singleauskopplung Super Duper Love (Are You Diggin’ on Me?) (Part 1). The Soul Sessions verkaufte sich weltweit über zwei Millionen Mal. Das Album wurde in Deutschland und den USA mit Gold ausgezeichnet, in Großbritannien mit Platin. In 13 Ländern erreichte es eine Top-10-Platzierung.

### Mind, Body & Soul
Nach dem Erfolg von The Soul Sessions folgte 2004 Stones erstes eigenes Album, Mind, Body & Soul. An elf der 14 Lieder hat sie bei diesem Album mitgeschrieben und mit Größen wie Beth Gibbons von Portishead zusammengearbeitet. Sie erreichte mit dem Album sofort Platz 1 der britischen Charts und war damit die jüngste Sängerin, die dies überhaupt schaffte. In Deutschland erschien das Album am 24. September 2004 und stieg auf Platz 8 der Album-Charts ein. Es blieb 36 Wochen in den Charts und kletterte bis auf Platz 7 (insgesamt fünf Top-10-Wochen). Im Februar 2005 erhielt sie für 100.000 verkaufte Alben in Deutschland Gold.
Die erste Singleauskopplung You Had Me erschien in Deutschland wenige Tage vor dem Album am 13. September 2004. Es folgten die Singles Right to Be Wrong, Spoiled und Don’t Cha Wanna Ride?. Wie bei Künstlern abseits des Mainstreams üblich, waren die Singles kein großer Erfolg, die Single-Veröffentlichungen trieben nur jeweils die Alben-Verkäufe nach oben. Kurz nach Veröffentlichung des Albums trennte sie sich von ihrer bisherigen Managerin, ihrer Mutter.
Ende 2004 erschien mit Mind, Body & Soul Sessions eine DVD mit einem Mitschnitt eines Konzerts von Joss Stone. Aufgezeichnet wurde es am 9. September 2004 im Irving Plaza in New York. Die DVD enthält 13 Live-Lieder aus ihren beiden Studioalben und ihre ersten drei Musikvideos.

### Introducing… Joss Stone

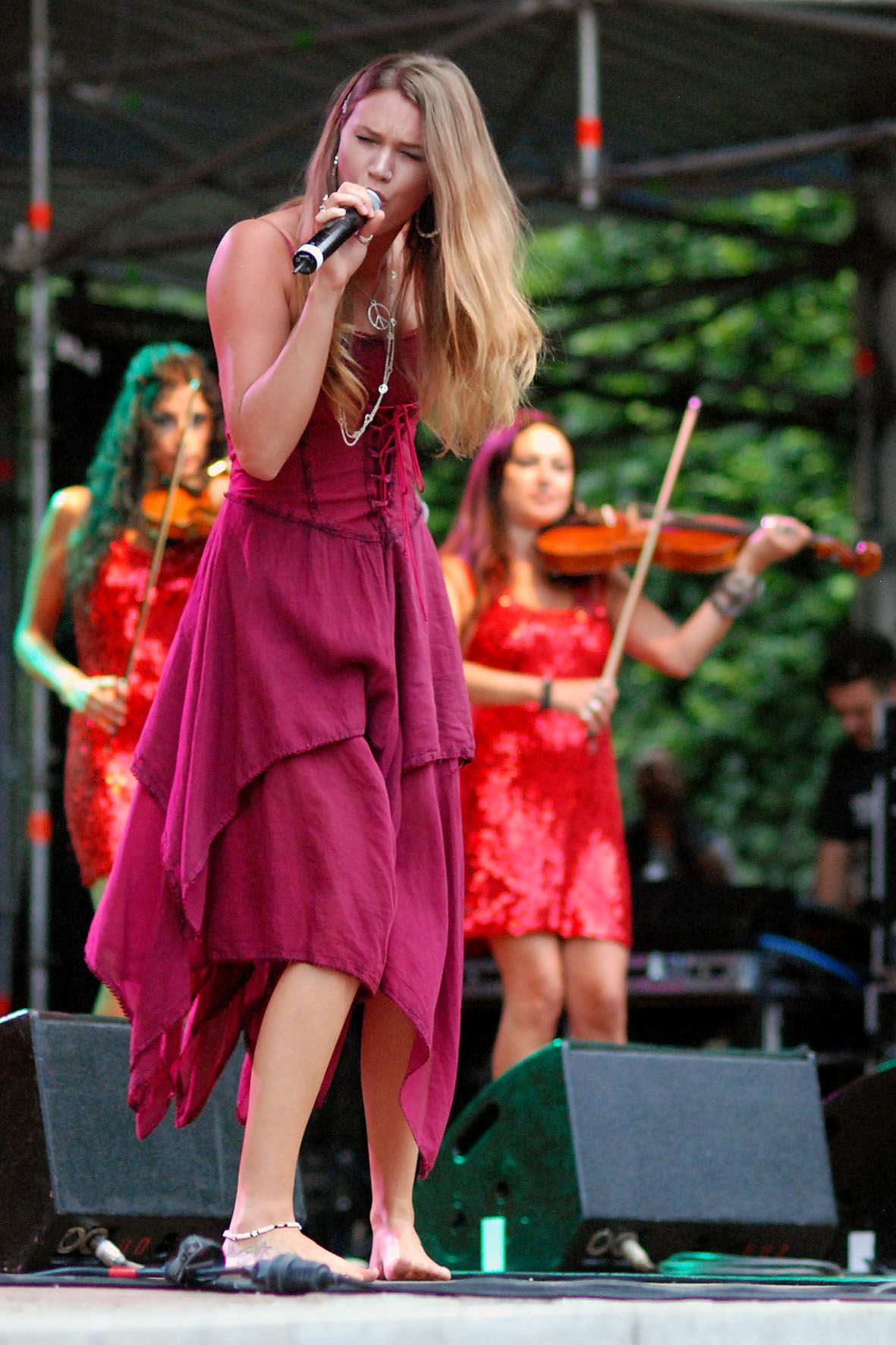
Joss Stone bei einem Live-Auftritt (2010).

Im März 2007 erschien Introducing… Joss Stone, Stones drittes Album, produziert von Raphael Saadiq. Auf diesem Album gibt es 14 Titel, darunter Music (aufgenommen mit Lauryn Hill). Veröffentlicht wurden bereits Tell Me ’Bout It und Tell Me What We’re Gonna Do Now, letzteres ist ein Duett mit Rapper Common. Es folgen Bruised but Not Broken und Put Your Hands on Me für diverse Radiostationen.
Stone hat einen Eintrag ins Guinness-Buch der Rekorde erhalten, weil sie die erste Frau ist, die einen ihrer Videoclips (Tell Me What We’re Gonna Do Now) zu einem Product Red gemacht hat. Das heißt, der Clip ist online über iTunes zu kaufen und der Erlös geht komplett an (RED), eine durch U2-Frontmann Bono ins Leben gerufene Organisation, die HIV- und AIDS-infizierten Frauen und Kindern in Afrika hilft.

### Colour Me Free
Stones viertes Studioalbum erschien am 20. Oktober 2009.

### LP1 & Stone’d Records
Stones Studioalbum LP1 wurde am 26. Juli 2011 veröffentlicht. Sie hat es in Nashville zusammen mit David A. Stewart, dem Mitbegründer der Eurythmics, innerhalb von sechs Tagen produziert. Es erschien auf ihrem eigenen Label Stone’d Records, das sie Anfang 2011 gegründet hatte, um nicht mehr von ihrem ursprünglichen Plattenlabel EMI abhängig zu sein. Für dieses Album arbeitete sie daher außerdem mit Surfdog Records zusammen.

### Water for Your Soul
Das Album erschien am 31. Juli 2015 und ist geprägt von Reggae-Elementen. Das Album entstand in Zusammenarbeit mit Damian Marley, welchen Stone als Mitglied der Band SuperHeavy kennenlernte. Im Zusammenhang mit der Veröffentlichung des Albums spielte Stone in Zürich und Murten zwei exklusive Record-Launch-Konzerte in der Schweiz.

### Project Mama Earth
2017 gründete Stone mit vier weiteren Musikern das Project Mama Earth, das die EP Mama Earth aufnahm.

### Comeback im Jahr 2019

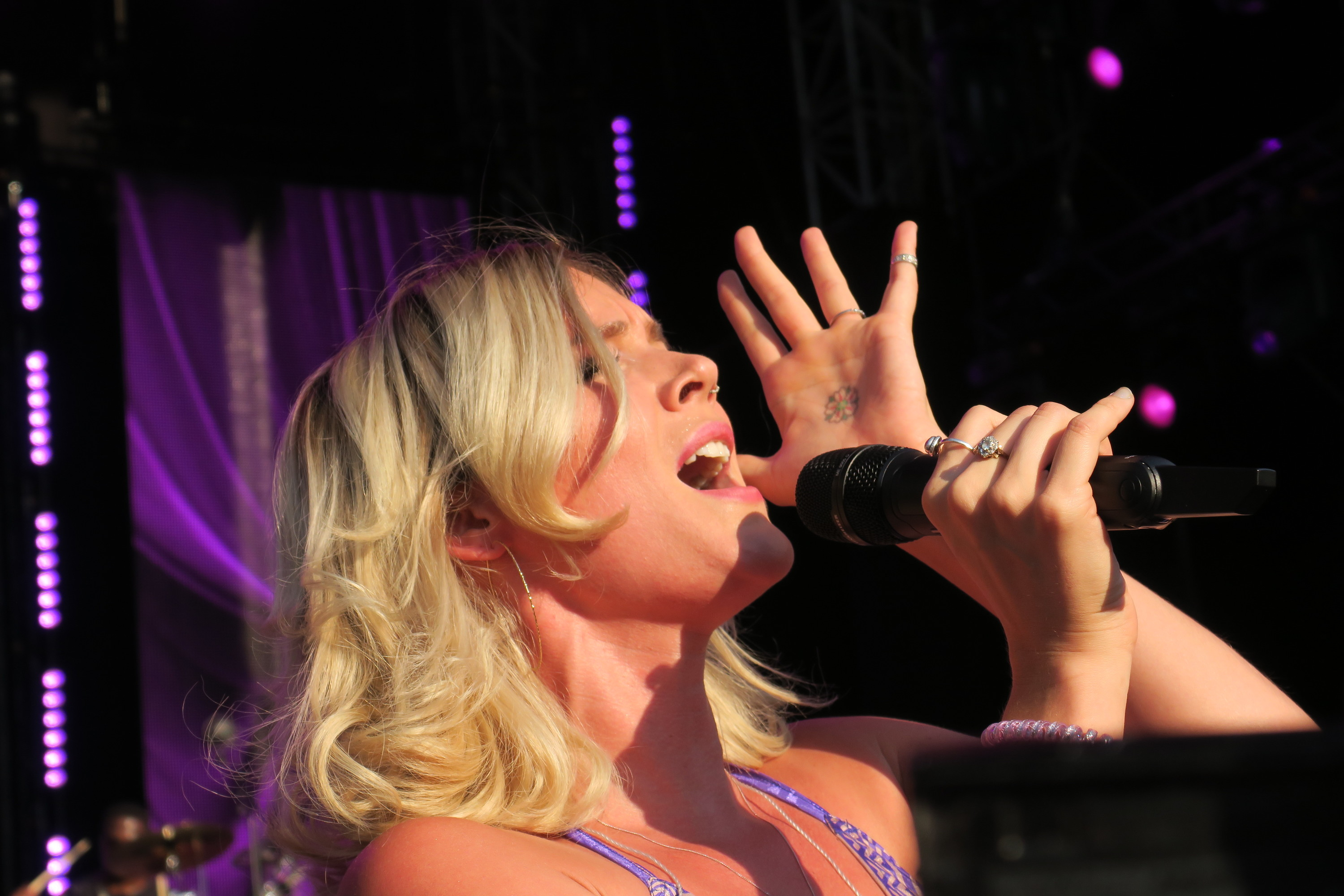
Joss Stone (2018)

Am 17. Januar 2019 veröffentlichte Joss Stone nach langer musikalischer Pause in Zusammenarbeit mit dem britischen Sänger James Morrison die Single My Love Goes On, die Ende Februar den Weg in die Airplay-Charts mehrerer Radiosender schaffte.
Im März 2019 reiste sie im Rahmen ihrer Total World Tour illegal nach Syrien, um dort bei Al-Malikiyah aufzutreten. Im selben Monat trat sie in Turkmenistan und Nordkorea auf. Im Juli 2019 wurde Stone die Einreise in den Iran verweigert, die letzte Station ihrer Reise.

### Never Forget My Love
Am 11. November 2021 veröffentlichte sie Never Forget My Love, wofür auch ein Video gedreht wurde. Es ist die Lead-Single und der Titeltrack ihres Albums, das am 11. Februar 2022 veröffentlicht wurde.

### 20 Years of Soul – das 20-jährige Jubiläum; eine neue Richtung: Discomusik
Im Jahr 2023 feierte Stone das 20-jährige Jubiläum ihrer Karriere und startete eine Europatournee, bei der sie bei mehreren Sommerfestivals auftrat.
Im Oktober 2024 verriet sie in der Allison Hagendorf Show, dass sie mit der Arbeit an einem neuen Album begonnen habe, das auf der Idee ihrer Tochter basiere und im Disco-Genre angesiedelt sein soll. Das Album soll 2025 erscheinen. Sie sagte: „Ich dachte, Soul-Musik ist genau das, was ich mag, und Disco ist Soul, nur schneller.“

## Sonstige Tätigkeiten

### Modeling
2005/2006 war Stone kurzzeitig auch als Model der US-amerikanischen Modekette The GAP tätig. Während ihrer Zeit als Model nahm sie ein Lied auf (siehe Diskografie) und drehte ein kurzes Video. The Right Time (ein Cover von Ray Charles) wurde einige Tage kostenlos auf der Webseite von The GAP als Download zur Verfügung gestellt und auf einer Werbe-CD veröffentlicht. Bryan Adams fotografierte Joss Stone für das Magazin der Hear the World Foundation.

### Schauspielkarriere
2006 gab Stone ihr Kinodebüt als Wahrsagerin Angela in der Fantasyverfilmung Eragon – Das Vermächtnis der Drachenreiter. In der 13. Folge der dritten Staffel der US-amerikanischen Serie American Dreams hat Stone am Ende eine kleine Rolle als Sängerin in einem Club. Sie singt eine Country-Version ihres Hits Right to Be Wrong. In der dritten und vierten Staffel von Die Tudors spielt Stone Anna von Kleve, die vierte Frau von Heinrich VIII.
Im 2010 erschienenen Videospiel James Bond 007: Blood Stone, spielt Stone das Bond-Girl Nicole Hunter. Außerdem singt sie den Song I’ll Take It All von Dave Stewart während der Eröffnungssequenz. Dieser Song wurde eigens für das Spiel produziert.
Im Oktober 2018 hat Stone in der fünften Staffel der Musical-Fernsehserie Empire als Gastdarsteller gespielt, Wynter ist eine Künstlerin aus einer Londoner Plattenfirma.
Am 13. Februar 2021 gewann Stone als Sausage das Finale der zweiten Staffel der britischen Version von The Masked Singer. Im Finale der dritten Staffel fungierte sie als Gastmitglied des Rateteams.

### Engagement für Tierschutz
Stone ist Vegetarierin und unterstützt die Tierrechtsorganisation PETA.
Die Joss Stone Foundation unterstützte mehr als 200 Wohltätigkeitsorganisationen auf der ganzen Welt, während Stone ihre Welttournee abschloss. Das vorrangige Ziel bestand darin, zur Sensibilisierung der Öffentlichkeit und zur Unterstützung dieser Wohltätigkeitsorganisationen beizutragen.
2021 wurde sie mit dem Deutschen Nachhaltigkeitspreis ausgezeichnet.

## Privatleben
Stone ist seit dem 29. Januar 2021 Mutter einer Tochter (Violet Melissa); deren Vater ihr Ehemann Cody DaLuz ist. Am 18. Oktober 2022 brachte sie ihr zweites Kind zur Welt, einen Sohn (Shackleton).
Die Sängerin zog 2022 nach Nashville, Tennessee.
Im November 2023 bestätigte Stone, dass sie und DaLuz geheiratet haben.
Nur wenige Wochen nach der Adoption eines dritten Kindes, einem Sohn (Bear), verkündete Joss Stone am 19. Dezember 2024 die überraschende Schwangerschaft mit Kind Nummer 4. Ihre Tochter (Nalima Rose) wurde im Juni 2025 geboren.

### Versuchte Entführung/Versuchter Raub
Am 14. Juni 2011 wurden zwei Männer im Alter von 30 und 33 Jahren festgenommen, nachdem ein Nachbar beobachtet hatte, wie sie Stones Landhaus in der Grafschaft Devon aus ihrem Fahrzeug heraus auskundschafteten. Die herbeigerufene Polizei fand bei den Verdächtigen Schwerter, Stricke und einen Leichensack sowie Fotos und einen Grundriss ihres Anwesens. Ein mögliches Motiv für die Tat könnte das Vermögen der Sängerin sein, das auf 10 Millionen Euro geschätzt wird. Die beiden Männer wurden in Untersuchungshaft genommen und im April 2013 verurteilt, der Ältere zu einer lebenslangen Haft mit mindestens zehn Jahren und acht Monaten ohne Bewährung, der Jüngere zu 18 Jahren.

## Diskografie
Studioalben

| Jahr | Titel                    | Höchstplatzierung, Gesamtwochen, AuszeichnungChartplatzierungen (Jahr, Titel, Platzierungen, Wochen, Auszeichnungen, Anmerkungen) | Höchstplatzierung, Gesamtwochen, AuszeichnungChartplatzierungen (Jahr, Titel, Platzierungen, Wochen, Auszeichnungen, Anmerkungen) | Höchstplatzierung, Gesamtwochen, AuszeichnungChartplatzierungen (Jahr, Titel, Platzierungen, Wochen, Auszeichnungen, Anmerkungen) | Höchstplatzierung, Gesamtwochen, AuszeichnungChartplatzierungen (Jahr, Titel, Platzierungen, Wochen, Auszeichnungen, Anmerkungen) | Höchstplatzierung, Gesamtwochen, AuszeichnungChartplatzierungen (Jahr, Titel, Platzierungen, Wochen, Auszeichnungen, Anmerkungen) | Anmerkungen                              |
| Jahr | Titel                    | DE | AT | CH | UK | US | Anmerkungen                              |
| ---- | ------------------------ | --- | --- | --- | --- | --- | ---------------------------------------- |
| 2003 | The Soul Sessions        | DE4 Gold · (37 Wo.)DE | AT4 Platin · (23 Wo.)AT | CH14 Gold · (35 Wo.)CH | UK4 ×3Dreifachplatin · (83 Wo.)UK                                                                                                 | US39 Gold · (49 Wo.)US | Erstveröffentlichung: 16. September 2003 |
| 2004 | Mind, Body & Soul        | DE7 Platin · (47 Wo.)DE | AT5 Platin · (28 Wo.)AT | CH6 Gold · (48 Wo.)CH | UK1 ×3Dreifachplatin · (51 Wo.)UK                                                                                                 | US11 Platin · (57 Wo.)US | Erstveröffentlichung: 15. September 2004 |
| 2007 | Introducing… Joss Stone  | DE6 Gold · (19 Wo.)DE | AT8 Gold · (17 Wo.)AT | CH2 Platin · (26 Wo.)CH | UK12 Silber · (5 Wo.)UK | US2 Gold · (29 Wo.)US | Erstveröffentlichung: 9. März 2007       |
| 2009 | Colour Me Free!          | DE26 (4 Wo.)DE | AT17 (4 Wo.)AT | CH5 (9 Wo.)CH | UK75 (1 Wo.)UK | US10 (4 Wo.)US | Erstveröffentlichung: 20. Oktober 2009   |
| 2011 | LP1                      | DE5 (11 Wo.)DE | AT15 (11 Wo.)AT | CH2 (13 Wo.)CH | UK36 (3 Wo.)UK | US9 (6 Wo.)US | Erstveröffentlichung: 21. Juli 2011      |
| 2012 | The Soul Sessions Vol. 2 | DE7 (6 Wo.)DE | AT6 (5 Wo.)AT | CH5 (7 Wo.)CH | UK6 (4 Wo.)UK | US10 (3 Wo.)US | Erstveröffentlichung: 20. Juli 2012      |
| 2015 | Water for Your Soul      | DE11 (6 Wo.)DE | AT13 (4 Wo.)AT | CH1 (13 Wo.)CH | UK13 (3 Wo.)UK | US34 (2 Wo.)US | Erstveröffentlichung: 31. Juli 2015      |
| 2022 | Never Forget My Love     | — | — | CH16 (3 Wo.)CH | — | — | Erstveröffentlichung: 11. Februar 2022   |

## Auszeichnungen
Im Februar 2005 gewann Stone zwei BRIT Awards; 2005 war sie auch für drei Grammy Awards nominiert. Außerdem gewann sie 2007 zusammen mit John Legend und Van Hunt mit dem Song Family Affair den Grammy für die Beste Darbietung eines Duos oder einer Gruppe mit Gesang – R&B.

## Konzertreisen
- Mind, Body & Soul Sessions Tour (2003–05)
- Introducing Joss Stone World Tour (2007–08)
- Colour Me Free! World Tour (2009–11)
- LP1 World Tour (2011–12)
- The Total World Tour (2014–19)
- 20 Years of Soul (2023)
- Ellipsis Tour (2024–2025)
- Less Is More (2025–2026)

## Filmografie
- 2005: American Dreams (Fernsehserie, eine Folge)
- 2005: Punk’d (Fernsehserie, eine Folge)
- 2006: Eragon – Das Vermächtnis der Drachenreiter (Eragon) (Fernsehfilm)
- 2007: Park City: Where Music Meets Film (Fernsehfilm)
- 2008: Snappers (Fernsehfilm, der Film wurde nie veröffentlicht)
- 2009: American Dad (Fernsehserie, eine Folge, Stimme)
- 2009–2010: Die Tudors (The Tudors, Fernsehserie, fünf Folgen)
- 2010: The Funeral Planner (Kurzvideo)
- 2010: James Bond 007: Blood Stone (VS, Stimme)
- 2013: Top Gear (Fernsehserie, eine Folge)
- 2015: Grace and Frankie (Fernsehserie, eine Folge)
- 2016: Tomorrow (Fernsehfilm)
- 2017: Nigella: At My Table (Fernsehserie, vier Folgen)
- 2018–2019: Empire (Fernsehserie, fünfte Staffel, drei Folgen)
- 2020–2021: The Masked Singer (Fernsehsendung, Gewinnerin Staffel 2)
- 2021: The Voice South Africa (Fernsehserie, vierte Staffel)
- 2022: The Masked Singer (Fernsehsendung, Gastjurorin Staffel 3)